# Grindelia robusta
La grindelia robusta  és una espècie de planta medicinal asteràcia és planta nativa de les zones humides de Califòrnia
És una planta perenne amb la tija erecta ramificada, rodona i esponjosa que fa fins 80 cm d'alt,amb branques ascendents que acaben en una inflorescència. Les fulles són lanceolades de color verd clar, alternades i finament dentades. Els capítols florals són grocs, grans i terminals. El fruit és un aqueni.

## Propietats
- S'utilitzen les fulles i les flors seques.
- Conté fitosterols (grindelol), àcids grassos, alcohol cerílic, un alcaloide (grindelina), tanins gàlics i oli essencial; tanmateix, els seus principis actius més destacats són: una resina rica en diterpens (àcid grindelic) i àcids acetilènics; àcids fenòlics (p-hidroxibenzoic, vainílic, p-cumarínic); flavonoides (quercetol, luteolol, kaenferol) i saponines, que li confereixen acció antiespasmòdica, expectorant, antitusiva, balsàmica, antiinflamatòria, antiasmàtica, bactericida i vitamínica P.
- A Cuba es junta aquesta planta a l'estramoni per combatre l'asma en forma de cigarretes.
- En petites dosis és diürètic.
- Es fa servir en infeccions de las vies urinàries.
- Antiinflamatori indicat per l'artritis i reumatisme.

## Taxonomia
Grindelia robusta va ser descrita per Thomas Nuttall i publicat a Transactions of the American Philosophical Society, new series, 7: 314. 1840.
sinònims
- Grindelia camporum var. camporum Greene
- Grindelia camporum var. parviflora Steyerm.
- Grindelia paludosa Greene
- Grindelia procera Greene[2][3]